# Slag bij Lalakaon
De Slag bij Lalakaon werd op 3 september 863 beslecht aan de rivier Lalakaon in Paflagonië, 130 km ten zuiden van de havenstad Amisos, tussen de troepen van Umar al-Aqta, gouverneur van Melitene, en de Byzantijnse strijdkrachten onder leiding van generaal Petronas.

## Achtergrond
Na de snelle islamitische veroveringen in de 7e en 8e eeuw bleef er van het Byzantijnse Rijk enkel nog een deel van Anatolië, een deel van de Balkan en een deel van Italië over. De pijnlijke plundering van Amorium in 838 lag nog vers in het Byzantijnse geheugen.
Tussen 860 en 863 organiseerde Umar al-Aqta, gouverneur van Melitene, regelmatig plunderingen doorheen Anatolië. Keizer Michaël III van Byzantium (842-867) maakte er een punt van om een eind te maken aan deze gesel. Hij richtte een leger op onder leiding van zijn oom generaal Petronas en ging in de tegenaanval. Tegen de zomer van 863 was Umar al-Aqta teruggedreven tot aan de Zwarte Zee.

## Slag
Na de plundering van de havenstad Amisos, doorbrak Umar al-Aqta de Byzantijnse linie en vluchtte naar het westen, daar werd hij opgewacht door generaal Petronas. Zijn troepen werden omsingeld en in de pan gehakt, daarbij kwam Umar al-Aqta om het leven.

## Vervolg
De Byzantijnen volgden hun overwinning op en verdreven de Arabieren uit Anatolië. De Byzantijnse overwinning bij Lalakaon veranderde het strategische evenwicht in de regio en markeerde het begin het offensief van Byzantium in het Oosten in de volgende eeuw.